# Чосер, Алиса
Алиса (Элис) Чосер (англ. Alice Chaucer; около 1404 — 1475) — английская аристократка, единственная дочь Томаса Чосера и Мод Бергерш. 
Поскольку она была родственницей кардинала Генри Бофорта, то её браки были направлены на укрепление династических и политических связей Бофортов. Второй муж Алисы, Томас Монтегю, граф Солсбери погиб во Франции, что принесло ей ряд владений в качестве вдовьей доли. Позже её выдали замуж за Уильяма де ла Поля, графа Саффолка, игравшего значительную роль в управлении Англией при короле Генрихе VI.
После гибели третьего мужа Алиса до совершеннолетия сына сохраняла управление большей частью владений Саффолков. Хотя она изначально была сторонником короля Генриха VI и его жены Маргариты Анжуйской, во второй половине 1450-х годов она сменила сторону и стала поддерживать герцога Ричарда Йоркского, на дочери которого она женила своего сына Джона де ла Поля. Благодаря наследству родителей и трём бракам, а также скупке земель во время своего продолжительного третьего вдовства, она обладала значительным состоянием. В её владении находились поместья в 22 графствах. При этом она была достаточно богата, чтобы в 1450-е и 1460-е годы быть одним из кредиторов короны.

## Происхождение
Алиса происходила из зажиточной купеческой семьи, которая занималась импортом вина и шерсти в Ипсвич. Первым достоверно известным её представителем является Эндрю из Диннингтона, известный также как Эндрю Тавернер, который, возможно, был хозяином таверны. Его сын, Роберт из Диннингтона, перебрался в Лондон, где работал у торговца Джона ле Чосера. Возможно, после смерти своего работодателя он принял имя Роберт Малин ле Чосер. Его сын, Джон Чосер (около 1312—1366), был известным лондонским виноторговцем, ставшим гражданином города и пользовавшийся авторитетом и влиянием. Он, возможно, в начале 1330-х женился на Ангессе Комптон (умерла в 1381). В этом браке родился Джефри Чосер (около 1340—1400), который смог сделать карьеру на королевской службе. Но в первую очередь он приобрёл известность благодаря поэтическому таланту, который позволил ему стать самым знаменитым английским поэтом раннего средневековья. Поскольку Чосер был первым поэтом, писавшим на английском языке, его называют «отцом английской поэзии» и создателем английского литературного языка.
Джефри был женат на Филиппе — дочери рыцаря из Эно Пейна де Роэ, прибывшего в Англию в свите Филиппы Геннегау, жены короля Эдуарда III. Сестра Филиппы, Екатерина Суинфорд, была многолетней любовницей Джона Гонта, герцога Ланкастера, а потом стала его женой. От этой связи родилось четверо детей, получивших фамилию Бофорт. Позже они были легитимизированы королём Ричардом II. Эти родственные связи сыграли существенную роль в карьере Томаса Чосера, который был старшим из сыновей Джефри Чосера и Филиппы Роэ. Семейные связи, а также личная харизма, талант лидера и умение принимать решение обеспечили Томасу заметное место в политической жизни Англии. Он 15 раз избирался в палату общин английского парламента, а также 5 раз был его спикером. Также он благодаря приобретённым владениям был одним из самых богатых простолюдинов в Англии.
Томас был женат на Мод Бергерш (около 1379—1437). Её отец, сэр Джона Бергерша из Юэлма, происходил из младшей ветви рыцарского рода и был сыном Джона Бергерша, младшего сына Роберта Бергерша, 1-го барона Бергерша. Мод вместе со старшей сестрой была наследницей владений отца; кроме того, она находилась в родстве с влиятельными родами Моунов, Диспенсеров, а также королевской династией Плантагенетов. В состав доли Мод в наследстве Бергершей входили 2 манора в Юэлме, владения в Наффилде и манор Суинкомб в Оксфордшире, маноры Уэст-Уорлдем и Ист-Уорлдем в Гэмпшире, манор Хатфилд-Певерел в Эссексе, половина манора Стратфорд-Сент-Эндрю в Саффолке, а также владения в Грэшеме (Норфолк), Борне (Кембриджшир) и Скендлби (Линкольншир).

## Ранние годы
Алиса родилась около 1404 года и была единственной дочерью Томаса Чосера и Мод Бергерш. Местом её рождения, вероятно, было поместье Юэлм в Оксфордшире. Впервые в источниках она упоминается 21 октября 1414 года, когда уже была замужем за сэром Джоном Фелипом, который был намного старше Алисы и брак с ней был для него третьим, хотя к этому моменту и не достигла канонического возраста. Окончательные договорённости о приданом Алисы были заключены в 1415 году. Для него Томас Чосер при достаточно странных, а то и сомнительных обстоятельствах купил большую часть владений Ричарда Аббербери Младшего, включающую манор и замок Доннингтон. Сам же Джон выделил своей юной жене богатое поместье Гровбери и опеку над ценным одноимённым монастырём в Бедфордшире. Кроме того, он тогда же купил поместье Хатфорд в Беркшире, а после раскрытия Саутгемптонского заговора в 1415 году ему с женой были предоставлены конфискованные у Генри Срупа поместья Неджинг и Кеттлбастон с доходом в 40 марок в год.
В том же 1415 году Алиса, которой в это время было около 11 лет, овдовела, поскольку Джон Фелип, отправившийся в Нормандию в составе английской армии в военную экспедицию Генриха V, возобновившего Столетнюю войну против Франции, умер в Арфлёре 2 октября 1415. По завещанию мужа она унаследовала золотую чашу и золотой кувшин, а также комнату со всей мебелью в его доме. Хотя её имя сохранилось в отчётах монастыря Гровбери, после смерти мужа девочка, судя по всему, вернулась в родительский дом, а её землями управлял отец.

## Графиня Солсбери
Поскольку Алиса была единственной наследницей владений богатого отца, а также была достаточно красивой, то желающих жениться на юной вдове было много, в том числе и среди высшей знати. В итоге выбор пал на Томаса Монтегю, графа Солсбери — одного из самых знаменитых английских командиров во Франции. Свадьба состоялась между апрелем и ноябрём 1424 года в Париже. 
Хронист Пьер Фенин рассказывает, что в ноябре 1424 года бургундский герцог Филипп устроил в «Отеле Артуа» пир по случаю женитьбы Жана де ла Тремуя, сеньора де Жуанвиля, на котором среди прочих гостей присутствовали и граф Солсбери с женой. При этом герцог настолько был очарован красотой невесты, что попытался её соблазнить, чем вызвал гнев Монтегю. Это оскорбление привело к тому, что в 1426 году граф Солсбери помогал герцогу Глостеру вести военные действия против герцога Бургундского. Хотя в примечании к известию Фенина указывается, что это была первая жена Монтегю, Элеонора Холланд, но она к этому времени была уже мертва, поэтому героиней этого инцидента могла быть только Алиса Чосер.
Судя по всему, в браке графа Солсбери больше привлекали перспективы Алисы в качестве наследницы владений Томаса Чосера. Кроме того, он много лет пытался вернуть имения, которые были конфискованы после участия его отца в заговоре против короля в 1400 году. Возможно, что Томас Чосер в 1421 году использовал свои полномочия спикера, чтобы помочь будущему зятю подать королю петицию, однако она имела ограниченный успех. Впрочем, граф добился больших успехов во Франции, в результате чего смог компенсировать потери, поэтому к 1427 году, когда он составил своё завещание, за счёт военных прибылей он накопил (как минимум на бумаге) внушительное состояние. Улучшение его финансового состояния, судя по всему, было решающим фактором. В результате Чосер, который, в отличие от многих других богачей с социальными амбициями, мог позволить проявить избирательность в выборе мужа для дочери, дал согласие на брак. При этом руку к браку мог приложить и его двоюродный брат, епископ Генри Бофорт, поскольку был связан  родственными связями и с графом Солсбери. Епископ Уинчестерский прикладывал серьёзные усилия, чтобы создать сеть династических союзов между своими плодовитыми и амбициозными родственниками и представителями разных баронских домов, поэтому Чосер вряд мог остаться в стороне от этих прибыльных схем.
Хотя графу Солсбери причитались деньги за службу во Франции, но правительство затягивало с их уплатой. При этом уменьшение английских владений во Франции грозило перекрыть этот источник дохода. Граф в 1427 году отправил 2 петиции в парламент, в которых просил гарантировать ему выплаты причитающихся сумм под соответствующие ценные бумаги. Его тесть, Томас Чосер, который в это время избрался в парламент, вероятно, способствовал их успеху. Однако граф так и не успел воспользоваться этим, поскольку погиб в 1428 году. 
Второй брак Алисы также остался бездетным. Смерть мужа теоретически сделала её богатой женщиной, ибо по завещанию она получила драгоценности и посуду на 7 тысяч фунтов, половину оставшегося движимого имущества и земли во Франции с доходом в 85 тысяч. Однако неизвестно, сколько именно получила Алиса, после того как были выплачены долги армии графа. Кроме того, в качестве вдовьей доли она до конца жизни управляла рядом поместий мужа: Стокенхем и Ялхемптон в Девоншире, Чедси, Доньят, Йерлингтон, Готулл и Нолл в Сомерсетшире, Ньютон Монтегю в Дорсетшире.

## Графиня Саффолк
Теперь Алиса могла привлечь ещё более влиятельного мужа. Её третий брак стал результатом династических и дипломатических амбиций ставшего к тому моменту кардиналом Генри Бофорта в гораздо большей степени, чем второй. В это время многие государственные деятели, в том числе и Бофорт, начали склоняться к тому, что вместо поддержки дорогостоящего военного присутствия во Франции выгоднее заключить с ней мир. Одним из военачальников, который разделял эту позицию, был Уильям де ла Поль, граф Саффолк. В итоге осенью 1430 года Алиса Чосер обручилась с ним, что создавало родственные узы между двумя сторонниками мира. Хотя в 1431 году парламент проголосовал за продолжение войны, обе палаты признавали необходимость дипломатических инициатив. 
Лицензия на брак Алисы и графа Саффолка была получена 11 ноября 1430 года. Свадебная церемония прошла не позже 21 мая 1432 года: в этот день ей была предоставлена привиления носить орден Подвязки. Между 1430 и 1435 годами был составлен договор о владениях, которые она могла получить после смерти мужа в качестве вдовьей доли. 27 сентября 1442 года она родила сына, получившего имя Джон, а 4 ноября 1444 года ей была обещана его опека в случае, если её муж умрёт до наступления совершеннолетия сына.
Став графиней Саффолк, Алиса до 1450 года играла значительную роль в политической жизни Англии. Вместе с мужем она участвовала в выполнении государственных обязанностей, занималась покровительством и благотворительностью. И она всегда поддерживала мужа в его начинаниях. Кроме того, она, судя по всему, имела значительное влияние на него.
3 июля 1437 года супружеская пара основала богадельню в Юэлме на 30 бедняков, получившую название «Божий дом», к которой были приписаны 2 капеллана. К 1448 году был составлен её устав, а также при ней была основана гимназия. Также они основали больницу в Доннингтоне.
В 1445 году Алиса вместе с Уильямом сопровождала в Англию Маргариту Анжуйскую, ставшую женой короля Генриха VI. После этого она имела настолько большое влияние при королевском дворе, что в 1450—1451 годах английский парламент требовал удалить её от двора.
В 1443 году граф Саффолк и его жена стали опекунами двух несовершеннолетних наследниц — Анны, графини Уорик (умерла в 1449 году) и Маргарет Бофорт (дочери Джона Бофорта, герцога Сомерсета). 
В 1445 году граф Саффолк с женой получили поместья Неддинг и Кетельберстон, которые в своё время принадлежали первому мужу Алисы. 19 января 1440 года Алиса вместе с графом Саффолком и братом первого мужа, Уильямом Фелипом, получила должность констебля замка Уоллингфорд. Это назначение продлевалось 17 ноября 1442 года и 27 ноября 1445 года. Алиса сохраняла эту должность и после гибели мужа — до 1455 года, когда её сменил Генри Холланд, герцог Эксетер.
Муж Алисы, получивший в 1448 году титул герцога Саффолка, был одним из самых влиятельных министров Генриха VI. Однако его политика вызывала недовольство населения. Кроме того, недовольство вызвал брак юного сына Уильяма и Алисы, Джона де ла Поля с находящейся под их опекой Маргарет Бофорт. В итоге в 1450 году герцог Саффол был отстранён от власти. Король отказался выдавать своего фаворита на суд лордов, отправив его в изгнание на 5 лет. Однако корабль, на котором он плыл, был захвачен, а сам герцог убит 2 мая.

## Последние годы
8 мая 1450 года Алисе, оставшейся вдовой в третий раз, королём было подтверждено сохранение владений мужа, «пока её сын не достигнет совершеннолетия» однако недовольство ей было настолько сильным, что во время восстания Джека Кэда в июле 1450 года над ней была устроена имитация судебного процесса, а позже прошёл и официальный судебный процесс в английском парламенте в ноябре 1451 года. Алису рассматривали среди 30 человек, которых обвиняли в том, что они «нанесли вред королю, уменьшив его имущество и не исполняя его законы». Хотя Генрих VI указал, что не видит причин для их изгнания, но согласился на год удалить от двора всех, кроме пэров и тех, «кто прислуживает ему». Алиса, судя по всему, была оправдана и осталась при дворе.
Алиса смогла пережить и публичное поношение, и нападения в 1450-е годы на её поместья. В 1451 году королевское решение о передаче ей управления всеми владениями мужа было аннулировано. 2/3 поместий покойного герцога Саффолка в графствах Йорк, Линкольн, Ноттингем, Оксфорд, Беркшир, Кент, Эссекс, Саффолк и Норфолк, а также в городе Кингстон-апон-Халл были переданы сэру Томасу де Скейлсу и сэру Майлзу Стэплтону до тех пор, пока наследник не станет совершеннолетним. Эти поместья приносили ежегодный доход 278 фунтов 4 шиллинга 9 пенсов. Но во время пасхи 1452 года Генрих VI объявил недействительным это решение, а 1 мая парламентский акт подтвердил предыдущее решение короля об опеке Алисы.
Благодаря наследству родителей и своим трём бракам, а также скупке земель во время своего продолжительного третьего вдовства, Алиса обладала значительным состоянием. В её владении находились поместья в 22 графствах. В частности, в 1454 году 3 её поместья приносили доход в 1300 фунтов. При этом она была достаточно богата, чтобы в 1450-е и 1460-е годы быть одним из кредиторов короны. Так в 1450 году Алиса ссудила Генриху VI 3,5 тысячи марок для отправки армии в Гасконь, получив эту сумму из доходов от поместий в Норфолке, Саффолке и Эссексе, а также заложив некоторые драгоценности.
В начале 1450-х годов имя Алисы эпизодически упоминается в документах двора, но после 18 ноября 1453 года, когда она присутствовала на церемонии в числе других дам королевы Маргариты она, судя по всему, двор покинула, перейдя в стан противников Ланкастеров — Йорков. Точные причины изменений её политических взглядов неизвестны. Возможно, сыграло роль недовольство расторжением брака её сына с Маргарет Бофорт, хотя не исключено, что и проявление политической проницательности. Также, возможно, сыграли свою роль династические связи с йоркистами: падчерица Алисы, Алиса Монтегю, дочь её второго мужа от первого брака была замужем за Ричардом Невилом, унаследовавшим титул графа Солсбери после смерти тестя. Его же сестра, Сесили Невилл была замужем за герцогом Ричардом Йоркским, который во время приступов безумия Генриха VI был лордом-протектором Англии. Хотя неизвестно, насколько близкими были отношения Алисы с падчерицей, но её второй и третий муж находились в дружеских отношениях, поэтому не исключено, что члены их семей продолжали дружить и после гибели Томаса Монтегю.
После того как конфликт между Ланкастерами и Йорками перешёл в 1455 году в войну, начавшейся первой битвы при Сент-Олбансе, Алиса была смещена с должности констебля Уоллингфордского замка. Причины этого неизвестны, но не исключено, что это было частью сделки, итогом которой стал брак её сына Джона с Елизаветой, дочерью Ричарда Йоркского. Также она смогла вернуть поместье Гровбери, от которого в 1446 году была вынуждена отказаться. 

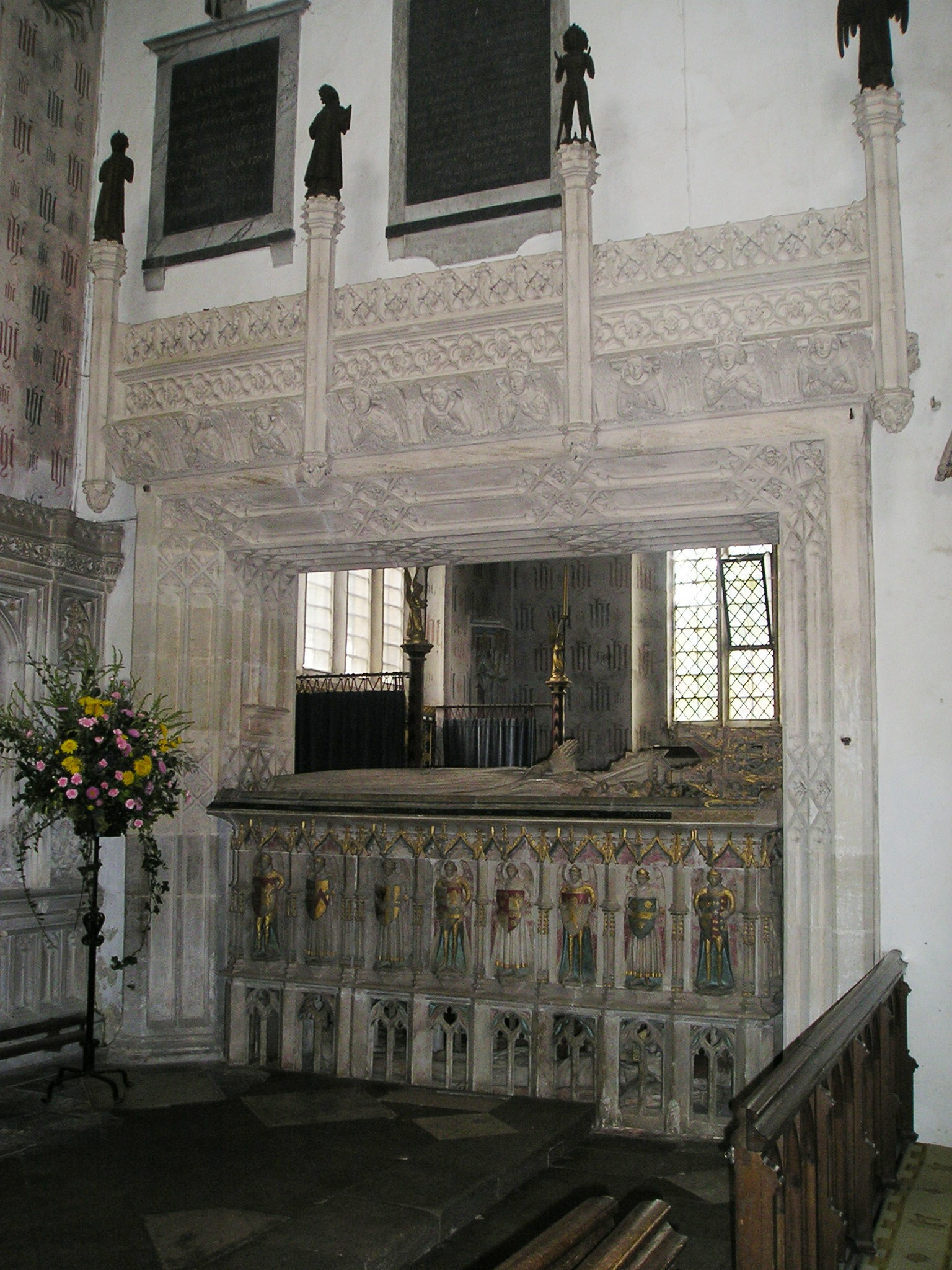
Захоронение Алисы Чосер в церкви Святой Марии в Юэлме

После того как на английский престол взошёл Эдуард IV, её имя было исключено из «акта о возобновлении», а сама она полностью поддерживала йоркистов. Вероятно, что она присутствовала на коронации нового короля, хотя записей об этом не сохранилось.
23 марта 1463 года Джон, сын Алисы, был признан совершеннолетними и принёс оммаж Эдуарду IV в качестве герцога Саффолка. При этом ни сама вдовствующая герцогиня, ни её сын не пользовались популярностью среди жителей их поместий. Также известен её конфликт с родом Пастонов, связанный со взаимными претензиями на поместья Дрейтон и Халесдон в Восточной Англии, ранее принадлежавшие сэру Джону Фальстофу. На них претендовал ещё покойный муж Алисы; уже после его смерти она возобновила претензии; там, где ранее её муж потерпел неудачу, она добилась успеха, хотя вызвала этим недовольство семейства Пастонов. Хотя герцогиня была готова урегулировать претензии за деньги, но при её жизни соглашение так и не было достигнуто. С Пастонами Алиса спорила и за ряд других поместий в Саффолке — Калькот и Коттон. Последнее она насильно заняла.
После победы в битве при Тьюксбери в 1471 году именно Алиса была назначена в качестве тюремщицы для Маргариты Анжуйской.
Согласно описи, сделанной в 1466 году, когда она покинула Восточную Англию и вернулась в Юэлм, Алиса владела большой библиотекой. Кроме того, она была покровителем ряда авторов, в том числе и Джона Лидгейта, считавшего себя последователем Джефри Чосера, деда Алисы.
Алиса умерла в Юэлме между 20 мая и 9 июня 1475 года. Хотя двое её мужей, граф Солсбери и герцог Саффолк, в своём завещании указывали, чтобы Алису похоронили вместе с ними, она предпочла быть похороненной в церкви Святой Марии Юэлме, где она ранее создала и гробницу своего отца. На алебастровом сундуке гробницы есть её изображение, возможно, портретное, с символикой ордена Подвязки на левом предплечье.

## В культуре
- Третий муж Алисы, Уильям де ла Поль, в 1429 году попал в плен к французам. Находясь в заключении, он написал 4 стихотворения на французском языке, рассказывая своей даме о любовных горестях и верности. Возможно, что этой дамой была Алиса[12].
- В книге «Анекдоты из истории живописи в Англии» (англ. Anecdotes in Painting in England) Горация Уолпола была опубликована картина, изображающая церемонию бракосочетания короля Генриха VI и Маргариты Анжуйской. Одна из присутствующих там фигур (человек с ястребом), как считается, изображает графа Саффолка. За королевой же стоит дама в «чём то вроде тюрбана или диадемы». Уолпол считал, что это изображение принадлежит матери Маргариты, однако та в это время в Англии отсутствовала. По мнению ряда исследователей, эта фигура могла изображать Алису Чосер[12].
- Высказывались предположения, что герцог Карл Орлеанский — французский аристократ и поэт, который попал в английский плен и после 1430 года содержался в Англии в доме графа Саффолка, выучил английский язык благодаря общению с Алисой Чосер и именно ей он посвятил стихи на английском языке. Однако в настоящее время известно, что английский язык герцог выучил до того, как стал проживать в доме Саффолка, и ни одна из двух дам, которым Карл признаётся в любви на английском, не может быть отождествлена с Алисой[12].
- Английский поэт Джон Лидгейт написал для графини Чосер поэму «Добродетели мессы» (англ. Virtues of the Mass). Хотя сочинение не датировано, с учётом того что ему покровительствовали Алиса Чосер и её третий муж, скорее всего, именно ей посвящено произведение[12].

## Браки и дети
1-й муж: около сентября 1414 сэр Джон Фелип (около 1380 — 2 октября 1415). Брак был бездетным.
2-й муж: с ноября 1424 Томас Монтегю (13 июня 1388 — 3 ноября 1428), 4-й граф Солсбери с 1400 года. Брак был бездетным.
3-й муж: с 21 мая 1432 Уильям де ла Поль (16 октября 1396 — 2 мая 1450), 4-й граф Саффолк с 1415 года, 1-й маркиз Саффолк с 1444 года, 1-й граф Пембрук с 1447 года, 1-й герцог Саффолк с 1448 года. Дети:
- Анна де ла Поль; муж: Гальярд IV де Дюрфор (умер в 1481), сеньор де Дюрас[14].
- Джон де ла Поль (27 сентября 1442 — между 29 октября 1491 и 27 октября 1492), 2-й герцог Саффолк в 1450—1460, 1463—1491 годах, 5-й граф Саффолк в 1460—1463 годах[14][16]